# Tapani Niku
Tapani Niku   (Haapavesi, 1 d'abril de 1895 - Lahti, 6 d'abril de 1989) fou un esportista finlandès, especialitzat en esquí de fons, que va competir a començaments del segle xx.
El 1924 va prendre part en els Jocs Olímpics de Chamonix, on guanyà la medalla de bronze en la prova d'esquí de fons 18 km. En la cursa dels 50 km es va veure obligat a abandonar.
Niku guanyà nou campionat nacionals: en els curses de 10 km (1923–26), 30 km (1921, 1923 i 1925–26) i 60 km (1925). També guanyà la cursa dels 50 km dels Jocs d'esquí de Lahti entre 1923 i 1925. Es retirà el 1926.